# جشن ظهور (مسیحیت)
جشن ظهور یا فصل ورود دوره‌ای چهار هفته‌ای است که در بسیاری از کلیساهای غرب، برای کسب آمادگی روحانی برای عید میلاد مسیح و حتی ظهور مسیح انجام می‌شود.

## مراسم

### موسیقی
بسیاری از کلیساها وقایع آهنگین مخصوصی را برگزار می‌کنند.